# Archicembalo
L'archicembalo è uno strumento musicale a tastiera progettato e costruito da Nicola Vicentino intorno al 1555.
Si tratta di un clavicembalo la cui tastiera è dotata di 33 tasti per ottava (o due tastiere accordate diversamente), in modo da riprodurre tutti i possibili suoni secondo i tre generi della musica greca antica: diatonico, cromatico, enarmonico.
L'unico esemplare originale sopravvissuto si trova nel Museo internazionale e biblioteca della musica di Bologna. La ricostruzione curata da Marco Tiella (1974) si basa sulle descrizioni e sui disegni di Nicola Vicentino, pubblicati nel trattato L'antica Musica ridotta alla Moderna Pratica (1555).